# Yuan de Examen
El Yuan de Examen (chino tradicional: 考試院; pinyin: Kǎoshì Yuàn) es uno de los cinco órganos del gobierno de la República de China. Esta entidad es la encargada de valida las calificaciones de los servidores públicos, y es un órgano especial del gobierno bajo los Tres Principios del Pueblo. Puede ser comparado retrospectivamente con la EPSO en la Unión Europea o la United States Office of Personnel Management de los Estados Unidos. Fundada por los nacionalistas chinos a comienzos del siglo XX, el Yuan de Examen está basado en el antiguo sistema de examen imperial en la China premoderna.

## Presidentes del Yuan de Examen
| Orden                 | Imagen                  | Nombre           | Período                  | Período                | Partido                         |
| Orden                 | Imagen                  | Nombre           | Inició                   | Terminó                | Partido                         |
| --------------------- | ----------------------- | ---------------- | ------------------------ | ---------------------- | ------------------------------- |
| 1 (Pre-Constitución)  |                         | Tai Chi-tao      | 25 de octubre de 1928    | 30 de junio de 1948    | Kuomintang                      |
| 1 (Post-Constitución) |                         | Chang Po-ling    | 1 de julio de 1948       | 30 de octubre de 1949  | Kuomintang                      |
| Interino              |                         | Niou Yung-chien  | 1 de noviembre de 1949   | 12 de abril de 1952    | Kuomintang                      |
| Interino              |                         | Chia Ching-heh   | 12 de abril de 1952      | 31 de agosto de 1954   | Kuomintang                      |
| 2                     |                         | Mo Teh-hui       | 1 de septiembre de 1954  | 31 de agosto de 1959   | Kuomintang                      |
| 3                     | 1 de septiembre de 1959 | Mo Teh-hui       | 31 de agosto de 1966     |                        | Kuomintang                      |
| 4                     |                         | Sun Fo           | 1 de septiembre de 1966  | 31 de agosto de 1972   | Kuomintang                      |
| 5                     | 1 de septiembre de 1972 | Sun Fo           | 13 de septiembre de 1973 |                        | Kuomintang                      |
| Interino              |                         | Yang Liang-kung  | 1 de octubre de 1973     | 31 de agosto de 1978   | Kuomintang                      |
| 6                     |                         | Liu Chi-hung     | 1 de septiembre de 1978  | 31 de agosto de 1984   | Kuomintang                      |
| 7                     |                         | Kung Te-cheng    | 1 de septiembre de 1984  | 20 de abril de 1993    | Kuomintang                      |
| 8                     |                         | Chiu Chuang-huan | 20 de abril de 1993      | 31 de agosto de 1996   | Kuomintang                      |
| 9                     |                         | Hsu Shui-teh     | 1 de septiembre de 1996  | 31 de agosto de 2002   | Kuomintang                      |
| 10                    |                         | Yao Chia-wen     | 1 de septiembre de 2002  | 31 de agosto de 2008   | Partido Democrático Progresista |
| Interino              |                         | Wu Jin-lin       | 1 de septiembre de 2008  | 1 de diciembre de 2008 | Kuomintang                      |
| 11                    |                         | Kuan John Chung  | 1 de diciembre de 2008   | 31 de agosto de 2014   | Kuomintang                      |
| 12                    |                         | Wu Jin-lin       | 1 de septiembre de 2014  | Presente               | Kuomintang                      |